# デニス・ドゥダ
デニス・ドゥダ（Denis Duda 、1996年2月14日 - ）は、アルバニア・フィエル出身のプロサッカー選手。アルバニア・スーペルリーガ・アポロニア・フィエル所属。ポジションは、ミッドフィールダー。